# Zeker Weten!
Zeker Weten! was een quizprogramma dat op Teleac/NOT werd uitgezonden en is gemaakt in samenwerking met CITO. In dit programma nemen drie teams het tegen elkaar op, die bestaan uit een leerling uit groep 8 samen met zijn/haar vader of moeder. Het programma werd gepresenteerd door Bart Peeters en de eerste uitzending van het programma is uitgezonden op 2 november 2008.

## Spelverloop

### Ronde 1: Flash
De eerste ronde bestaat uit acht meerkeuzevragen. Per vraag kunnen maximaal 2 punten worden verdiend, dit is als beide teamleden het juiste antwoord hebben. Als één teamlid het goed heeft, levert het 1 punt op. Als niemand het weet, geen punten. Als er een gelijkspel is, is het team dat het snelst de antwoorden gaf in het grootste voordeel. De beste twee spelers gaan door, het derde team valt af.

### Ronde 2: Play
De scores staan weer op 0. Aan het begin van elke vraag wordt een filmpje getoond. Na afloop van het filmpje wordt er een meerkeuzevraag gesteld die met het filmpje te maken heeft. Per vraag kunnen maximaal 2 punten worden verdiend, dit is als beide teamleden het juiste antwoord hebben. Als één teamlid het goed heeft, levert het 1 punt op. Als niemand het weet, geen punten. In deze ronde valt geen team af.

### Ronde 3: Fast Forward
In deze ronde kunnen veel punten worden gewonnen of verloren. De teams mogen zelf punten inzetten. Er kunnen vier of twee punten worden ingezet. Daarna wordt een open vraag gesteld, waarbij de volgende dingen kunnen gebeuren:
- beide kandidaten hebben de vraag goed: het team wint de complete inzet
- één kandidaat heeft de vraag goed: het team wint de halve inzet
- beide kandidaten hebben de vraag fout: beide teams verliezen de complete inzet

Er zijn vijf vragen en de laatste vraag gaat om 12 punten, waardoor er een mogelijk verschil van 24 punten is. Er mag worden overlegd over de inzet, maar niet over het antwoord. Het team dat de meeste punten heeft, mag naar de finale.

### Finale: Zeker Weten!
Het winnende team kiest een schoolvak uit, waarover vragen worden gesteld. Het eerste teamlid krijgt 5 vragen, dan dezelfde vragen ook aan het andere teamlid. Als er minimaal zes goede antwoorden worden gegeven (van de mogelijke tien), levert dat een prijs op en diezelfde prijs kan ook worden gewonnen door de winnaar van de wedstrijd op de site van Zeker Weten. De te winnen prijzen zijn:
- Prijs 6: mp3-speler met hoofdtelefoon
- Prijs 7: televisietoestel
- Prijs 8: PlayStation Portable
- Prijs 9: Wii
- Prijs 10: laptop